# Mac OS X 10.3
Mac OS X 10.3 (nazwa kodowa Panther) – system operacyjny firmy Apple Inc. zaprezentowany 24 października 2003 roku dla komputerów Macintosh, jako następca systemu Mac OS X 10.2.

## Wymagania
Komputery:
- Power Macintosh G3
- Power Macintosh G4
- Power Macintosh G5
- PowerBook G3
- PowerBook G4
- iMac G3, G4 lub G5
- eMac
- iBook

## Historia wydań
- 24 października 2003 – Mac OS X 10.3.0 (build 7B85)
- 10 listopada 2003 – Mac OS X 10.3.1 (build 7C107)
- 17 grudnia 2003 – Mac OS X 10.3.2 (build 7D24)
- 15 marca 2004 – Mac OS X 10.3.3 (build 7F44)
- 26 maja 2004 – Mac OS X 10.3.4 (build 7H63)
- 8 sierpnia 2004 – Mac OS X 10.3.5 (build 7M34)
- 5 listopada 2004 – Mac OS X 10.3.6 (build 7R28)
- 15 grudnia 2004 – Mac OS X 10.3.7 (build 7S215)
- 9 lutego 2005 – Mac OS X 10.3.8 (build 7U16)
- 15 kwietnia 2005 – Mac OS X 10.3.9 (build 7W98)

## Następcy systemu
Bezpośrednim następcą systemu Mac OS X 10.3 jest system Mac OS X 10.4 Tiger.